# یک حرف از هزاران
یک حرف از هزاران نام یک مجموعهٔ تلویزیونی ایرانی به کارگردانی جهانگیر صمیمی‌فرد است که در سال ۱۳۷۲ تولید و از شبکه ۱  پخش شد.

## خلاصه داستان
این مجموعۀ تلویزیونی، دربرگیرندهٔ حکایت‌های گوناگون از داستان‌های اسلامی و ادبیات عرفانی است که هربار، مرشدی، رهگشای مریدان می‌شود.

## بازیگران و عوامل تولید

### بازیگران
- ثریا حکمت
- ابراهیم آبادی
- ولی‌الله مومنی
- باقر صحرارودی
- بهرام شاه‌محمدلو
- فخرالدین صدیق‌شریف
- محمدابراهیم مهدی‌زاده
- جهانگیر صمیمی‌فرد
- اسرافیل علمداری
- آرش صمیمی‌فرد
- منوچهر بهروج
- عبدالعلی خاقانی
- بهمن روزبهانی
- فرشید هاشمیان
- مهوش رحیمی
- مجید توکلی
- حسین پرستار
- علی طالب‌لو
- سعید جم

### عوامل تولید
- کارگردان هنری: جهانگیر صمیمی‌فرد
- کارگردان تلویزیونی: هرمز ناظم‌پور
- فیلمنامه: جمشید صداقت‌نژاد
- تصویربردار: هرمز ناظم‌پور
- تهیه‌کننده: رضا انصاریان
- موسیقی: انتخابی
- فرمت تصویر: ویدئویی
- تعداد قسمت‌ها: ۱۳ قسمت
- مدت زمان: ۷۸۰ دقیقه
- محصول: شبکه ۱
- سال تولید: ۱۳۷۲